# Шаршакова, Наталья Сергеевна
Ната́лья Серге́евна Шаршако́ва (до 2015 — Немтинова; р. 28 марта 1990, с. Хлеборобное Алтайского края) — российская волейболистка. Центральная блокирующая.

## Биография
Свои первые шаги в волейболе Наталья Немтинова делала в родном селе Хлеборобном Быстроистокского района Алтайского края, занимаясь в школьной секции. После окончания школы была приглашена в команду «Юрмаш» (Юрга), за которую выступала на протяжении 5 сезонов. В 2012—2013 — игрок липецкого «Индезита», с которым выиграла серебряные медали чемпионата России в высшей лиге «А» и завоевала путёвку в суперлигу.
В «Индезите» Наталья Немтинова начала и сезон 2013—2014 в суперлиге, но после снятия команды с турнира перешла в уфимскую «Уфимочку-УГНТУ», продолжив выступления в главном дивизионе российского женского волейбола. В 2014—2015 выступала за «Сахалин» (Южно-Сахалинск), 2015—2016 — за «Северянку» (Череповец). С 2016 — игрок команды «Уралочка-НТМК» (Свердловская область). В 2017 на правах аренды перешла в казахстанский «Алтай» (Усть-Каменогорск), в составе которого стала чемпионкой Казахстана.
В 2019 Наталья Шаршакова сменила спортивное гражданство на казахстанское и дебютировала в сборной Казахстана в интерконтинентальном олимпийском квалификационном турнире. 

## Клубная карьера
- 2007—2012 —  «Юрмаш» (Юрга);
- 2012—2013 —  «Индезит» (Липецк);
- 2013—2014 —  «Уфимочка-УГНТУ» (Уфа);
- 2014—2015 —  «Сахалин» (Южно-Сахалинск);
- 2015—2016 —  «Северянка» (Череповец);
- 2016—2017 —  «Уралочка-НТМК» (Свердловская область);
- 2017—2021 —  «Алтай» (Усть-Каменогорск).

## Достижения

### Клубные
- Чемпионка Казахстана 2018;
  - серебряный призёр чемпионата Казахстана 2020.
- победитель розыгрышей Кубка и Суперкубка Казахстана 2017.
- серебряный призёр чемпионата России в высшей лиге «А» 2013.

### Личные
- Лучшая блокирующая (одна из двух) клубного чемпионата Азии 2018.